# Císař

Obecná hodnostní koruna císařství vychází
tvarově z mitrové koruny rakouského a ruského císaře. Vedle této obecné koruny užívali císařové v erbu také své koruny v reálné podobě

Císař je nejvyšší panovnická hodnost. Pochází z latinského titulu caesar, odvozeného od jména Gaia Julia Caesara. Jeho obdobou je hodnost car, jež byla používána v některých slovanských zemích (Rusko, Bulharsko či Srbsko). V Evropě popisuje panovníka nejvyššího řádu.
Císaři přísluší oslovení císařské Veličenstvo, ostatním členům císařského rodu přísluší oslovení císařská Výsost. Pokud je císař zároveň králem, přísluší mu titul císařské a královské Veličenstvo, ostatním členům císařského rodu pak císařská a královská Výsost.[zdroj⁠?!]
Jediným panujícím císařem je japonský císař Naruhito v čele parlamentní konstituční monarchie.

## Historie
Éra císařů je spojena s Římskou říší. Prvním císařem se stal Oktavián, který roku 27 př. n. l. přijal titul augustus (vznešený). Tituly augustus a caesar se souběžně používaly římskými císaři v období principátu, později za doby dominátu byl titul caesar vyhrazen mladšímu panovníkovi, spoluvládci augusta. Po pádu Západořímské říše roku 476 se titul císaře užíval výhradně jen v přeživší východní části Říše římské – Byzantské říši. V západní Evropě byl titul obnoven za vlády Karla Velikého, který byl 25. prosince 800 korunován papežem Lvem III. jakožto pokračovatel a znovuobnovitel Římské říše. Po rozpadu jeho říše se užívání titulu nakonec ustálilo ve Východofranské říši, kde v roce 962 vznikla Svatá říše římská. Samotný titul císaře byl doposud spojen s ideou obnovy či pokračování Říše římské, avšak v období vrcholného středověku se začal používat i mimo tento rámec jako zdůraznění moci a prestiže jednotlivých států a panovníků, a to především ve východoevropských státech. Tak byla zavedena hodnost císaře např. v Bulharsku (913), Srbsku (1345) či Rusku (1547).

## Evropští císařové
- Caesar a imperátor – jedno z přízvisek vládců Římské říše (viz také seznam římských císařů).
- Císař východořímské říše – používající řecký termín basileos, považoval se za císaře Římské říše, fakticky vládl Byzantské říši.
- Císař říše římské – tento titul historicky navazoval na zaniklé antické císařství a byl používán ve smyslu řídící římské impérium (Romanum gubernans imperium). I když se jednalo podle názvu o římské císařství, nebylo to císařství Římanů. Císař říše římské byl především ochráncem západoevropského křesťanstva a sídelního města papežů, Říma. V Římě nesídlil. Prvním císařem říše Římské a obnovitelem dlouho zaniklého západořímského císařského titulu se stal roku 800 n. l. Karel Veliký. Titul nebyl dědičný.[2]
- Latinský císař – vládce křižáckého státu Latinské císařství (oficiálně latinsky Imperator Romanus)
- Císař Svaté říše římské – (v odborných historických textech používán i titul římskoněmecký císař) – Od dob císaře Fridricha I. Barbarossy se říše začala označovat jako Svatá říše římská a poté, co se titul císaře opakovaně ocital v rukou německých králů a panovníků, ustálilo se nakonec v 15. století nové označení pro tuto říši i pro císaře – Svatá říše římská národa německého a Císař Svaté říše římské národa německého. Tento císařský titul rovněž nebyl dědičný a až do 15. století se císařem mohl stát jen římský král, kterého měl podle tradice právo korunovat jen papež v Římě. Samotného římského krále měli právo volit jen volitelé, tzv. kurfiřti. Od 15. století byli za římské krále voleni jen členové habsburského rodu, kteří již od začátku 16. století automaticky získávali i titul císaře, bez nutnosti korunovace v Římě papežem. (Posledním císařem, kterého korunoval papež v Římě, byl Fridrich III., posledním císařem, kterého korunoval sám papež (ale nikoliv v Římě, ale v Bologni), byl Karel V.) Svatá říše římská národa německého, a s ní i titul jejího císaře, zanikla roku 1806.[2]
- Císař rakouský – roku 1804 přijal císař Svaté říše římské národa německého František II. další císařský titul, titul císaře rakouského. Po zániku Svaté říše římské národa německého roku 1806 si ponechal pouze titul císaře rakouského a přijal jméno František I. Titul císaře rakouského se pak v rodu Habsburků dědil až do roku 1918.
- Ruský car – panovníci ruské říše od roku 1547 do r. 1917 s titulem car s hodností císaře a posléze císařským titulem imperátor (od r. 1721)[2]
- Německý císař – titul panovníků Německé říše mezi léty 1871–1918 (Vilém I., Fridrich III. a Vilém II.)
- Císař Francouzů – tento titul používal Napoleon Bonaparte a Napoleon III.
- Bulharský car – titul rovný císaři používaný za první a druhé bulharské říše. Používal se i za třetí bulharské říše, avšak zde byl panovník mezinárodně uznáván jako král.
- Srbský car – za srbského císaře (cara) se prohlásil roku 1345 Štěpán Dušan, titul pak používal i jeho syn Štěpán Uroš V.
- Císař celého Španělska – titul používaný u různých příležitostech ve Španělsku (latinsky Imperator totius Hispaniae)

## Asijští císařové
- Trapezuntský císař – panovník Trapezuntského císařství (nástupnického státu Byzantské říše v Malé Asii), stát stejně jako císařský titul trval od roku 1204–1461, oficiálně se na počátku zval Císař a samovládce Římanů, po r. 1282 se zval Císař a samovládce celého východu, Iberů a zámořských provincií.
- Čínský císař – titul čínského panovníka od roku 221 př. n. l. do zrušení monarchie roku 1912.
- Japonský císař – panovníci nejdéle nepřetržitě panující dynastie na světě (od r. 660 př. n. l.)
- Mughalský císař
- Indický císař – mezi léty 1876–1947 jeden z titulů panovníků Velké Británie.
- Korejský císař – panovník Korejského císařství (1897–1910)
- Vietnamský císař – panovník Vietnamského císařství za vlády Dynastie Nguyễn.
- Vidžajanagarský císař – panovník Vidžajanagarské říše

## Američtí císařové
- Brazilský císař – tento titul užíval Pedro I. Brazilský a Pedro II. Brazilský.
- Mexický císař – panovníci Mexika ve dvou krátkých obdobích v 19. století. Prvním císařem Mexika byl v letech 1822–1823 Agustín I. a druhým císařem pak Maxmilián I. v letech 1864–1867.
- Haitský císař – titul používali Jean-Jacques Dessalines a Faustin-Élie Soulouque.

## Afričtí císařové
- Habešský císař – panovník dnešní Etiopie (900–1976)
- Jean-Bédel Bokassa – jediný císař Středoafrického císařství (1976–1979)